# 哥特王朝 (游戏)
《哥特王朝》是一款由Piranha Bytes公司制作、Egmont Interactive发行的动作角色扮演类游戏。本游戏最初于2001年3月在欧洲和北美地区Windows发行。
游戏的目的是完成探险。在游戏过程中还需要猎杀野生动物和怪物。
游戏得到普遍正面评价，GameRankings给予79%的分数。玩家們認為遊戲的故事和角色性比其他遊戲角複雜交互，但批評其控制困難和對電腦系統要求太高的。

## 遊戲
遊戲中玩家必須完成任務，殺死野獸和怪獸才能獲得技能點，再使用技能點增加基本屬性、提高技能和學習交易。技能需要找到合適的老師來教導，部份技能只有一級無法提升﹙如偷竊和雜耍﹚，而戰鬥技能則有兩個熟練度﹙如單手武器、雙手武器、弓箭和弩﹚。如果玩家選擇成為法師的將能夠學習六個魔法。

## 故事

### 背景
故事發生在一個中世紀的幻想世界，人類正與獸人進行戰爭。為了反擊，國王需要提取魔法礦石來鍛造更強大的武器。所以決定把每一個犯罪的人送到礦山。.
為了防止罪犯逃跑，他命令十二位最強大的魔術師在礦山上建立一個神奇的圓頂屏障。然而，圓頂失控增長到足以覆蓋整個山谷，把魔術師也困在裡面，讓犯人有機會殺死分散的守衛控制礦山。因此，國王被迫與囚犯達成協議，進行礦石交易。
後來罪犯又分成個陣營：與國王交易的舊營地、拒絕交易打算利用魔法礦石炸毀屏障的新營地、以及相信一個叫做Sleeper的神會幫助他們逃離礦山的兄弟會。另外創造圓頂的魔術師也分裂了，分別加入舊營地的火法師和加入新營地的水法師。

### 情節
玩家控制一名剛剛被扔進礦山的無名囚犯。故事沒有具體說明他之前所犯的罪行。在被送進之前玩家收到一個任務，是給舊營地的火魔師送信。在得到與魔術師交談的機會之後，主角得知送信對象的火法師頭目Xardas為了學習黑魔法而被趕走。

在加入三個陣營之一後，玩家最終幫助兄弟會準備召喚他們的神Sleeper，他們相信Sleeper將向他們展示逃離殖民地的方式。在儀式中，成員有一個模糊的視野，執行儀式的兄弟會領導人Y'Berion在與Sleeper接觸後崩潰。在這個異像中，這個教派的成員被帶到了一個古老的獸人墓園。領袖和幾個聖堂武士與主角一起走向指定的地方。但到逹那裡後，聖堂武士就和他們遇見的獸人戰鬥，只有領袖和主角存活。在搜尋整個地下墓園後，兩人找不到任何東西。然後領袖發瘋開始指責主角，指因為他Sleeper才會拒絕自己，並企圖殺死主角。
在擊敗了瘋狂的領袖之後，主角回到了兄弟會的營地，他發現Y'Berion在儀式結束後依然衰弱。儘管努力幫助他恢復，Y'Berion很快就死了。然而在臨終之前，他警告營區的其他人導致他們走向自由之路的邪惡本質，並把他們的希望寄託在新營地的逃生計劃上，用魔法礦石的力量炸開屏障。

## 發展
Piranha Bytes在哥特王朝發展已經有四年。後來哥特王朝II是唯一使用完全自行開發遊戲引擎的遊戲。

## 營銷和發布
哥特王朝於2001年3月15日在德國、奧地利和瑞士首次發布，由Egmont Interactive出版。

## 外部連結
- 官方网站